# Heidepalpmot
De heidepalpmot (Neofaculta ericetella) is een vlinder uit de familie van de tastermotten, de Gelechiidae.

## Beschrijving
De spanwijdte van de vlinder bedraagt tussen de 13 en 18 millimeter. De soort komt verspreid over Europa voor. De heidepalpmot heeft struikhei als waardplant. De heidepalpmot is in Nederland en België een algemene soort op plaatsen waar de waardplant groeit. De soort kent één jaarlijkse generatie, die vliegt van halverwege april tot in juli.